# صاروخ الضربة الدقيقة
صاروخ الضربة الدقيقة (بالإنجليزية: Precision Strike Missile)‏ هو صاروخ بالستي قصير المدى طوره جيش الولايات المتحدة ليحل محل إم چي إم-140 أتاكمس.

## التطوير
في مارس 2016، أعلنت لوكهيد مارتن وبوينج ورايثيون أنهم سيقدمون صاروخًا يحقق متطلبات جيش الولايات المتحدة ليحل محل أتاكمس. صاروخ الضربة الدقيقة سيستخدم نظام دفع متقدمًا ليطير أسرع وأبعد (يصل إلى 500 كم (310 ميل)) بالإضافة إلى كونه أكثر رفعًا، ما يتيح تحميل صاروخين في محمل الصواريخ بدلًا من واحد، وهو ما يضاعف حمولة راجمات إم 270 ملرس وإم 142 هيمارس. اشتركت بوينج ورايثون في الجهد التنافسي، إلى أن خرجت رايثون من المنافسة في أوائل 2020، ما جعل لوكهيد مارتن مطورة الصاروخ. من المتوقع أن يصل مشروع تطوير الصاروخ إلى قدرة التشغيل التمهيدية في 2023؛ سيكون صاروخ الضربة الدقيقة الأولي قادرًا على إصابة الأهداف الثابتة على البر، لكن الإصدارات اللاحقة سيكون بمقدورها تتبع الأهداف المتحركة في البر والبحر. بانسحاب الولايات المتحدة من معاهدة القوات النووية متوسطة المدى، سيجري العمل على زيادة مدى الصاروخ إلى ما يتجاوز 499 كلم التي حددتها المعاهدة.
بدأ الجيش اختبار متتبع جديد متعدد الأوضاع في يونيو 2020 - وهو تحديث لصاروخ الضربة الدقيقة - مع أن الصاروخ لن يدخل الخدمة حتى 2023، إلا أنه من المتوقع أن يكون المتتبع الجديد جزءًا من تحسين كبير لبرنامج تطوير الصاروخ مخطط له في 2025. 
في 8 ديسمبر 2023، أعلن جيش الولايات المتحدة تسلم أولى وحدات صواريخ الضربة الدقيقة.

## المشغلون

### المشغلون المستقبليون
أستراليا
- الجيش الاسترالي

 الولايات المتحدة
- جيش الولايات المتحدة
- مشاة بحرية الولايات المتحدة